# Hancea subpeltata
Hancea subpeltata là một loài thực vật có hoa trong họ Đại kích. Loài này được (Blume) M.Aparicio ex S.E.C.Sierra, Kulju & Welzen mô tả khoa học đầu tiên năm 2007.